# Gutuater
Gutuater ist in einigen Inschriften aus der gallo-römischen Zeit die Bezeichnung für einen religiösen Würdenträger der Gallier. Bei Aulus Hirtius wird der Verantwortliche für den Aufstand der Karnuten gegen die Römer so genannt.

## Inschriften und Etymologie
Auf vier Inschriften wird der Titel Gutuater genannt, ohne dass dabei die religiöse Funktion oder Bedeutung deutlich erkennbar ist. Sie stammen aus Le Puy-en-Velay (Haute-Loire), Autun und Mâcon (beide Saône-et-Loire). 
Der Name Gutuater leitet sich eventuell ab von der Indogermanischen Wortwurzel *ĝhu-, gutu-, air. guth („Stimme“) sowie -ater, -athir („Vater“, vom lateinischen pater mit keltischem p-Verlust). Seine ursprüngliche Aufgabe war vermutlich die Anrufung des zum Opfer herbeizurufenden Gottes.

## Commentarii de bello Gallico
In den Commentarii de bello Gallico (b.G. VIII, 38) schreibt der Autor Aulus Hirtius, der Caesars Werk vollendete, dass dieser den Gutuater der Karnuten als Kriegstreiber (concitator belli) hinrichten ließ. Angeblich auf Betreiben der römischen Soldaten soll er durch Totpeitschen und Enthaupten getötet worden sein. Es wird aber auch vermutet, dass es sich dabei um den Anführer der Karnuten mit dem Namen Cotuatus (b.G. VII 3) gehandelt haben könnte, was allerdings nicht unumstritten ist. In den Handschriften ist gutuatrum (Akkusativ) zu finden, was von einigen Kommentatoren als Cotuatum gelesen wird.